# Falcão Dourado
Grêmio Recreativo Bloco Carnavalesco Falcão Dourado foi um bloco de enredo da cidade do Rio de Janeiro. sendo sediado no bairro de Penha Circular.
Em 2010, foi o sétimo bloco a desfilar pelo Grupo 2, na Intendente Magalhães (a quarta agremiação programada para a noite, Tigre de Bonsucesso, não desfilou). Concorreu com o enredo Amazonas, mitos e lendas. no ano seguinte foi a última colocada no Grupo 1 dos blocos, sendo rebaixada para o Grupo 2, no ano de 2012.

## Carnavais
| Ano  | Colocação    | Grupo   | Enredo                                     | Carnavalesco         | Ref.  |
| ---- | ------------ | ------- | ------------------------------------------ | -------------------- | ----- |
| 2006 | 6° lugar     | 2-Bloco | Cara ou coroa                              | Comissão de Carnaval | [ 2 ] |
| 2007 | 5° lugar     | 2-Bloco | Mistério das minhas águas                  | Comissão de Carnaval | [ 3 ] |
| 2008 | 5° lugar     | 2-Bloco | Isso sim é carnaval                        | Comissão de Carnaval | [ 4 ] |
| 2009 | 4° lugar     | 2-Bloco | Brasil Tropical, terra de samba e pandeiro | Comissão de Carnaval | [ 5 ] |
| 2010 | Vice-campeão | 2-Bloco | Amazonas, mitos e lendas                   | Comissão de Carnaval | [ 6 ] |
| 2011 | 10ºlugar     | 1-Bloco | Os encantos do senhor da luz               | Paulo Alves          | [ 7 ] |
| 2012 | Não Desfilou | 2-Bloco | Tributo a Mãe Natureza                     | Paulo Alves          | [ 8 ] |